# België op de Paralympische Zomerspelen 1976
België nam deel aan de Paralympische Zomerspelen 1976 in Toronto, Canada. 

## Medailleoverzicht
| Sport        | Olympiër                | Discipline                  | Medaille |
| ------------ | ----------------------- | --------------------------- | -------- |
| Atletiek     | Achiel Braet            | Discuswerpen F (m)          | Goud     |
| Atletiek     | Achiel Braet            | Kogelstoten F (m)           | Goud     |
| Atletiek     | Achiel Braet            | Speerwerpen F (m)           | Goud     |
| Atletiek     | Annie Cornil            | 60 m 4 (v)                  | Goud     |
| Atletiek     | Philip Wouters          | Precisie-kegelwerpen 1A (m) | Goud     |
| Atletiek     | Remi Van Ophem          | Discuswerpen 4 (m)          | Goud     |
| Boogschieten | Guy Grun                | FITA Ronde Open (m)         | Goud     |
|              |                         |                             |          |
| Atletiek     | Annie Cornil            | 800 m 4 (v)                 | Zilver   |
| Atletiek     | Filip Bardoel           | Vijfkamp 5 (m)              | Zilver   |
| Atletiek     | Remi Van Ophem          | 800 m 4 (m)                 | Zilver   |
| Schermen     | Alice Verhee            | Degen 2-3 (v)               | Zilver   |
| Zwemmen      | Eddy De Vos             | 4 x 50 m wisselslag E (m)   | Zilver   |
| Zwemmen      | Eddy De Vos             | 50 m schoolslag E (m)       | Zilver   |
|              |                         |                             |          |
| Atletiek     | Martin Sallaert         | Hoogspringen B (m)          | Brons    |
| Atletiek     | Robert Fraeyman         | Speerwerpen A (m)           | Brons    |
| Dartchery    | Aime Desal Alice Verhee | Paren open (g)              | Brons    |
| Schermen     | Frank Jespers           | Sabel 2-3 (m)               | Brons    |
| Tafeltennis  | Richard De Zutter       | Individueel Klasse 4-5 (m)  | Brons    |
| Tafeltennis  | Jozef Devriese          | Individueel Klasse D (m)    | Brons    |
| Zwemmen      | Eddy De Vos             | 50 m vlinderslag E (m)      | Brons    |
| Zwemmen      | Pascal Cornelis         | 25 m rugslag 2 (m)          | Brons    |

## Atletiek
| Plaats            | Discipline               | Categorie | Naam              | Afstand | Tijd   | Punten |
| ----------------- | ------------------------ | --------- | ----------------- | ------- | ------ | ------ |
| 15                | Discuswerpen (m)         | 1A        | Philip Wouters    | 6.06    |        |        |
| 11                | Discuswerpen (m)         | 1B        | Michel De Kemp    | 7.66    |        |        |
| Goud              | Discuswerpen (m)         | 4         | Remi Van Ophem    | 31.12   |        |        |
| 14                | Discuswerpen (m)         | 4         | Andre Allemeersch | 20.00   |        |        |
| 10                | Discuswerpen (m)         | 5         | Ronny Waterbley   | 24.41   |        |        |
| 12                | Discuswerpen (m)         | A         | Gilbert Pollet    | 20.18   |        |        |
| 14                | Discuswerpen (m)         | A         | Robert Fraeyman   | 19.89   |        |        |
| 5                 | Discuswerpen (m)         | B         | Andre De Prins    | 28.46   |        |        |
| 11                | Discuswerpen (m)         | B         | Pierre De Coster  | 23.66   |        |        |
| 12                | Discuswerpen (m)         | B         | Noel Schoonjans   | 23.12   |        |        |
| 13                | Discuswerpen (m)         | D         | Marcel Chollot    | 19.09   |        |        |
| 16                | Discuswerpen (m)         | D         | Gerard De Witte   | 15.39   |        |        |
| Goud              | Discuswerpen (m)         | F         | Achiel Braet      | 31.75   |        |        |
| 7                 | Hardlopen 60 m (m)       | 1B        | Michel de Kemp    |         | 20.6   |        |
| 13                | Hardlopen 60 m (m)       | A         | John Deraet       |         | 8.1    |        |
| 23                | Hardlopen 60 m (m)       | A         | Charles Ledent    |         | 8.6    |        |
| 24                | Hardlopen 60 m (m)       | A         | E. Smekens        |         | 8.7    |        |
| Goud              | Hardlopen 60 m (v)       | 4         | Annie Cornil      |         | 14.2   |        |
| 26ste in de heats | Hardlopen 100 m (m)      | 3         | Frank Jespers     |         | 24.0   |        |
| 4                 | Hardlopen 100 m (m)      | 4         | Remi Van Ophem    |         | 20.6   |        |
| 41ste in de heats | Hardlopen 100 m (m)      | 4         | Andre Allemeersch |         | 30.7   |        |
| 20ste in de heats | Hardlopen 100 m (m)      | B         | Martin Sallaert   |         | 13.1   |        |
| 21ste in de heats | Hardlopen 100 m (m)      | B         | Pierre De Coster  |         | 13.3   |        |
| 7de in de heats   | Hardlopen 100 m (m)      | F         | Achiel Braet      |         | 13.0   |        |
| 12de in de heats  | Hardlopen 200 m (m)      | 3         | Frank Jespers     |         | 48.1   |        |
| Zilver            | Hardlopen 800 m (m)      | 4         | Remi Van Ophem    |         | 2:57.0 |        |
| Zilver            | Hardlopen 800 m (v)      | 4         | Annie Cornil      |         | 3:35.7 |        |
| 13de in de heats  | Hardlopen 1500 m (m)     | 4         | Remi Van Ophem    |         | 6:36.2 |        |
| 7                 | Hoogspringen (m)         | A         | Charles Ledent    | 1.05    |        |        |
| Brons             | Hoogspringen (m)         | B         | Martin Sallaert   | 1.55    |        |        |
| 10                | Hoogspringen (m)         | B         | Pierre De Coster  | 1.35    |        |        |
| 8                 | Hoogspringen (m)         | A         | John Deraet       | 1.00    |        |        |
| 4                 | Hoogspringen (m)         | F         | Achiel Braet      | 1.53    |        |        |
| 6                 | Kegelwerpen (m)          | 1A        | Philip Wouters    | 16.28   |        |        |
| 14                | Kegelwerpen (m)          | 1B        | Michel De Kemp    | 15.02   |        |        |
| 17                | Kogelstoten (m)          | 1A        | Philip Wouters    | 2.56    |        |        |
| 20                | Kogelstoten (m)          | 1B        | Michel De Kemp    | 2.98    |        |        |
| 7                 | Kogelstoten (m)          | 4         | Andre Allemeersch | 7.15    |        |        |
| 14                | Kogelstoten (m)          | 4         | Remi Van Ophem    | 6.17    |        |        |
| 17                | Kogelstoten (m)          | A         | Robert Fraeyman   | 7.48    |        |        |
| 8                 | Kogelstoten (m)          | B         | Noel Schoonjans   | 8.93    |        |        |
| 9                 | Kogelstoten (m)          | B         | Andre De Prins    | 8.60    |        |        |
| 14                | Kogelstoten (m)          | D         | Marcel Chollot    | 7.42    |        |        |
| 15                | Precisie-speerwerpen (m) | D         | Gerard De Witte   | 7.20    |        |        |
| 18                | Kogelstoten (m)          | D         | Jozef Devriese    | 6.57    |        |        |
| Goud              | Kogelstoten (m)          | F         | Achiel Braet      | 12.29   |        |        |
| 21                | Speerwerpen (m)          | A         | Gilbert Pollet    | 6.28    |        |        |
| 7                 | Speerwerpen (m)          | B         | Andre De Prins    | 26.10   |        |        |
| 11                | Speerwerpen (m)          | B         | Pierre De Coster  | 23.81   |        |        |
| 16                | Speerwerpen (m)          | B         | Noel Schoonjans   | 20.59   |        |        |
| 11                | Speerwerpen (m)          | D         | Gerard De Witte   | 20.14   |        |        |
| Goud              | Precisie-kegelwerpen (m) | 1A        | Philip Wouters    |         |        | 74     |
| 50                | Precisie-speerwerpen (m) | 1C-5      | Aime Desal        |         |        | 46     |
| 11                | Precisie-speerwerpen (m) | D         | Gerard De Witte   |         |        | 29     |
| 14                | Precisie-speerwerpen (m) | D         | Marcel Chollot    |         |        | 25     |
| 4                 | Slalom (m)               | 1B        | Michel De Kemp    |         | 1:46.0 |        |
| 22                | Slalom (m)               | 3         | Dirk Cossaer      |         | 1:52.1 |        |
| 10                | Vrouwen Slalom           | 4         | Annie Cornil      |         | 1:47.1 |        |
| 7                 | Speerwerpen (m)          | 4         | Remi Van Ophem    | 19.49   |        |        |
| 14                | Speerwerpen (m)          | 4         | Andre Allemeersch | 14.59   |        |        |
| Brons             | Speerwerpen (m)          | A         | Robert Fraeyman   | 26.26   |        |        |
| 15                | Speerwerpen (m)          | A         | Gilbert Pollet    | 14.61   |        |        |
| 15                | Speerwerpen (m)          | D         | Marcel Chollot    | 20.14   |        |        |
| Goud              | Speerwerpen (m)          | F         | Achiel Braet      | 37.22   |        |        |
| 19                | Verspringen (m)          | A         | Charles Ledent    | 2.36    |        |        |
| 24                | Verspringen (m)          | A         | E. Smekens        | 2.23    |        |        |
| 25                | Verspringen (m)          | A         | John Deraet       | 2.20    |        |        |
| 14                | Verspringen (m)          | B         | Martin Sallaert   | 4.85    |        |        |
| 18                | Verspringen (m)          | B         | Pierre De Coster  | 4.18    |        |        |
| Zilver            | Vijfkamp (m)             | 5         | Filip Bardoel     |         |        | 2348   |

## Basketbal
| Olympiër       | Discipline | Resultaat | Prestatie |
| -------------- | ---------- | --------- | --------- |
| Namen onbekend | Mannen     |           |           |

## Boogschieten
| Plaats | Categorie                               | Naam            | Punten |
| ------ | --------------------------------------- | --------------- | ------ |
| 5      | Mannen Korte metrische ronde open       | Filip Bardoel   | 572    |
| Goud   | Mannen FITA Ronde Open                  | Guy Grun        | 2250   |
| 4      | Mannen FITA Ronde Open                  | Jozef Meysen    | 2128   |
| 7      | Vrouwen FITA Ronde Open                 | Alice Verhee    | 1842   |
| 21     | Mannen FITA Ronde Open                  | Aime Desal      | 1920   |
| 17     | Mannen Uitgebreide Metrische ronde Open | Santino Fenucci | 657    |
| 12     | Mannen Beginners Ronde Open             | Frans Peeters   | 576    |

## Dartchery
| Plaats | Categorie            | Naam         | Punten |
| ------ | -------------------- | ------------ | ------ |
| 10     | Paren open (m)       | Guy Grun     | 0      |
| 10     | Paren open (m)       | Jozef Meysen | 0      |
| Brons  | Paren open (gemengd) | Aime Desal   | 3      |
| Brons  | Paren open (gemengd) | Alice Verhee | 3      |

## Gewichtheffen
| Plaats | Categorie     | Naam         | Gewicht |
| ------ | ------------- | ------------ | ------- |
| 6      | Vedergewicht  | Andre Gurman | 130 kg  |
| 5      | Middengewicht | Freddy Mus   | 145 kg  |

## Goalball
| Olympiër       | Discipline | Resultaat | Prestatie |
| -------------- | ---------- | --------- | --------- |
| Namen onbekend | Mannen     |           |           |

## Schermen
| Plaats                   | Evenement    | Klasse | Naam                |
| ------------------------ | ------------ | ------ | ------------------- |
| 6de in de groepsfase     | Mannen Sabel | 2-3    | Wim Jacob           |
| Brons                    | Sabel (m)    | 2-3    | Frank Jespers       |
| 3de in de groepsfase (m) | Sabel        | 4-5    | Ronny Waterbley     |
| 3de in de groepsfase     | Sabel (m)    | 4-5    | Wilfred Van Brauene |
| Zilver                   | Degen (v)    | 2-3    | Alice Verhee        |
| 5                        | Degen (v)    | 4-5    | Ann Matthys         |

## Tafeltennis
| Plaats | Categorie                      | Naam              |
| ------ | ------------------------------ | ----------------- |
| 12     | Vrouwen Individueel Klasse 2   | Solange De Paepe  |
| 6      | Vrouwen Individueel Klasse 3   | Alice Verhee      |
| 12     | Mannen Individueel Klasse 3    | Leopold De Haes   |
| 28     | Mannen Individueel Klasse 3    | Franco Cassamassa |
| Brons  | Mannen Individueel Klasse 4-5  | Richard De Zutter |
| 10     | Vrouwen Individueel Klasse 4-5 | Ann Matthys       |
| 24     | Mannen Individueel Klasse 4-5  | Ronny Waterbley   |
| Brons  | Mannen Individueel Klasse D    | Jozef Devriese    |
| 8      | Mannen Individueel Klasse D    | Noel Van Dooren   |

## Zwemmen
| Plaats            | Afstand                  | Categorie | Naam                | Tijd/Punten       |
| ----------------- | ------------------------ | --------- | ------------------- | ----------------- |
| 14de in de heats  | 3 x 50 m wisselslag (m)  | 5         | Rudy Van den Abelle | 2:48.00           |
| 17de in de heats  | 3 x 50 m wisselslag (m)  | 5         | Johan Van Keymeulen | 2:55.89           |
| Zilver            | 4 x 50 m wisselslag (m)  | E         | Eddy De Vos         | 3:25.31           |
| 7de in de heats   | 3 x 100 m wisselslag (m) | open      | Filip Bardoel       | 5:02.68           |
| 7de in de heats   | 3 x 100 m wisselslag (m) | open      | Johan Van Keymeulen | 5:02.68           |
| 7de in de heats   | 3 x 100 m wisselslag (m) | open      | Rudy Van den Abelle | 5:02.68           |
| 6                 | 4 x 100 m wisselslag (m) | open      | Filip Bardoel       | 7:41.39           |
| 6                 | 4 x 100 m wisselslag (m) | open      | Pascal Cornelis     | 7:41.39           |
| 6                 | 4 x 100 m wisselslag (m) | open      | Johan Van Keymeulen | 7:41.39           |
| 6                 | 4 x 100 m wisselslag (m) | open      | Rudy van den Abelle | 7:41.39           |
| Brons             | 25 m rugslag (m)         | 2         | Pascal Cornelis     | 24.68             |
| 12de in de heats  | 50 m rugslag (m)         | 3         | Dirk Cossaer        | 59.61             |
| 4                 | 50 m rugslag (m)         | E         | Eddy De Vos         | 45.11             |
| 9de in de heats   | 100 m rugslag (m)        | 5         | Rudy Van den Abelle | 1:33.69           |
| 12de in de heats  | 100 m rugslag (m)        | 5         | Johan Van Keymeulen | 1:42.14           |
|                   | 100 m rugslag (m)        | D         | Jozef Devriese      | gediskwalificeerd |
| 8                 | 25 m schoolslag (m)      | 2         | Pascal Cornelis     | 28.81             |
| Zilver            | 50 m schoolslag (m)      | E         | Eddy De Vos         | 41.66             |
| 9de in de heats   | 100 m schoolslag (m)     | 5         | Johan Van Keymeulen | 2:00.73           |
|                   | 100 m schoolslag (m)     | A         | Van Looy            | gediskwalificeerd |
| 5de in de heats   | 100 m schoolslag (m)     | B         | Johan Degriuse      | 1:38.85           |
| 7de in de heats   | 100 m schoolslag (m)     | B         | Andre Fievez        | 1:52.51           |
| 6                 | 50 m vlinderslag (m)     | 5         | Rudy Van den Abelle | 47.64             |
| Brons             | 50 m vlinderslag (m)     | E         | Eddy De Vos         | 42.06             |
| 7                 | 50 m vrije slag (m)      | E         | Eddy De Vos         | 40.74             |
| 7                 | 100 m vrije slag (m)     | 5         | Rudy Van den Abelle | 1:17.71           |
| 14de in de heats  | 100 m vrije slag (m)     | A         | Van Looy            | 1:59.38           |
| 15de in de heats  | 100 m vrije slag (m)     | A         | John Deraet         | 2:13.79           |
| 11de in de heats  | 100 m vrije slag (m)     | B         | Johan Degriuse      | 1:34.91           |
| 12de in de heats  | 100 m vrije slag (m)     | B         | Andre Fievez        | 1:50.75           |
| 21ste in de heats | 100 m vrije slag (m)     | D         | Jozef Devriese      | 1:36.85           |

Argentinië · 
Australië · 
Bahama's · 
België · 
Birma · 
Bondsrepubliek Duitsland · 
Brazilië · 
Canada · 
Colombia · 
Denemarken · 
Ecuador · 
Egypte · 
Ethiopië · 
Fiji · 
Finland · 
Frankrijk · 
Griekenland · 
Groot-Brittannië · 
Guatemala · 
Hong Kong · 
Ierland · 
Indonesië · 
Israel · 
Italië · 
Japan · 
Korea · 
Luxemburg · 
Mexico · 
Nederland · 
Nieuw-Zeeland · 
Noorwegen · 
Oeganda · 
Oostenrijk · 
Peru · 
Polen · 
Spanje · 
Verenigde Staten · 
Zuid-Afrika · 
Zweden · 
Zwitserland